# Nikołaj Malkow
Nikołaj Iwanowicz Malkow (ros. Николай Иванович Мальков, ur. 9 grudnia 1932 w Wierchnim Ufaleju w obwodzie czelabińskim, zm. 19 marca 2007 we Władywostoku) – radziecki polityk, I sekretarz Komitetów Obwodowych KPZR w Magadanie (1978-1986) i Czycie (1986-1990), członek KC KPZR (1986-1991).
Od 1954 w KPZR, 1955 ukończył Wyższą Szkołę Żeglarską we Władywostoku, później pracował na statkach Dalekowschodniego Morskiego Przedsiębiorstwa Okrętowego, od 1962 funkcjonariusz partyjny w Kraju Nadmorskim, 1971-1975 I sekretarz Komitetu Miejskiego KPZR we Władywostoku. W 1967 ukończył Dalekowschodnią Wyższą Inżynieryjną Szkołę Morską, a 1972 zaocznie Wyższą Szkołę Partyjną przy KC KPZR. 1975-1978 II sekretarz Nadmorskiego Krajowego Komitetu KPZR, od 26 grudnia 1978 do 15 września 1986 I sekretarz Komitetu Obwodowego KPZR w Magadanie, od 2 września 1986 do 2 listopada 1990 I sekretarz Komitetu Obwodowego KPZR w Czycie, 1990-1991 przewodniczący Rady Obwodowej w Czycie. 1986-1991 członek KC KPZR, deputowany do Rady Najwyższej ZSRR 10 i 11 kadencji, 1991-1993 deputowany ludowy Federacji Rosyjskiej.

## Odznaczenia
- Order Lenina (1982)
- Order Rewolucji Październikowej (1976)
- Order „Znak Honoru” (dwukrotnie - 1963 i 1971)

I medale.